# Brachyglossina paroranaria
Brachyglossina paroranaria is een vlinder uit de familie van de spanners (Geometridae). De wetenschappelijke naam van de soort is voor het eerst geldig gepubliceerd in 1938 door Eugen Wehrli.